# مادة مثقبة خلفية
تُسمى المنطقة المنخفضة الواقعة بين السويقتين (بين السويقات المخية) الحفرة البينية الدائرية، وتتألف من طبقة من المادة الرمادية، وهي المادة المثقبة الخلفية، والتي تثقبها فتحات صغيرة لنقل الأوعية الدموية؛ يقع جزئه السفلي على الجانب البطني للأجزاء الإنسية للسقيفة، ويحتوي على نواة تسمى العقدة العضلية؛ يساعد الجزء العلوي منه في تشكيل أرضية بطين ثالث.

## معرض الصور

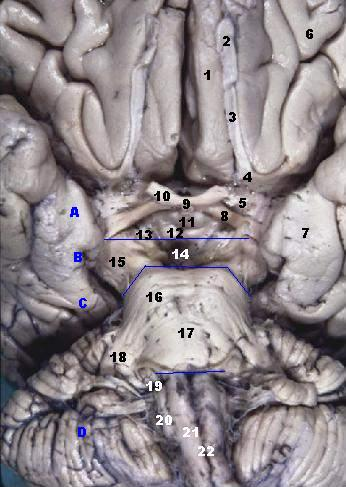
جذع الدماغ البشري وجهة نظر أمامية

## روابط خارجية
- أطلس تشريح جامعة ميشيغان n2a2p1
- "Anatomy diagram: 13048.000-1". Roche Lexicon - illustrated navigator. Elsevier. مؤرشف من الأصل في 2014-01-01.